# Poeti (film)
Poeti è un film del 2010 diretto da Toni D'Angelo.
La pellicola è interamente girata a Roma.

## Trama
Roma. Biagio vive nella zona di San Lorenzo dove organizza letture di poesie presso il pub di suo fratello e, di professione, insegna lingue e letteratura straniera in un liceo. Salvatore invece vive in zona Testaccio, ozia e scrive poesie.
I due non si vedono da oltre dieci anni, finché un giorno si incontrano casualmente al cimitero acattolico: entrambi erano andati lì sulla tomba di Gregory Corso, il poeta beat.
Discutendo con nostalgia sulla mutazione della poesia nei tempi moderni, si chiedono se si ripeterà mai più un evento come quello del 1979, il Festival internazionale dei poeti di Castelporziano, che aveva portato poeti di tutto il mondo a riunirsi in una grande “Woodstok della poesia”.
I due amici decidono quindi di provare ad organizzare un grande reading, concentrando un maggior numero possibile di artisti della capitale.

## Riconoscimenti
- Festival del Cinema Invisibile: In Concorso
- Focus Italia Cinemateca Uruguaya: ItaliaDoc
- Festival Cinematográfico Internacional de Uruguay: Panorana
- London International Documentary Festival: Official Selection
- Festival Internazionale del Cinema di Salerno: Cortometraggi e Mediometraggi
- Mostra Internazionale d'Arte Cinematografica di Venezia: Controcampo italiano
- Giornata Nazionale del Nuovo Cinema Italiano: Roma
- CineMadeInLazio: Evento Speciale
- Poevisioni: Panorama
- Festival dell'immaginario: Cinema Toni D'Angelo
- Festival delle Scritture Cinematografiche Pigneto: Spazio Documentario
- Napoli Film Festival: Concorso SchermoNapoli Documentari
- Doctorclip Romapoesia Film Festival: Panorama
- La Cittadella del Corto: Evento Speciale
- Ring!: Lo Schermo di Ring!